# Kapitanka, Holovanivsk
Kapitanka (în ucraineană Капітанка) este o comună în raionul Holovanivsk, regiunea Kirovohrad, Ucraina, formată numai din satul de reședință.

## Demografie
Componența lingvistică a comunei Kapitanka
     Ucraineană (96,11%)
     Rusă (3,46%)
     Alte limbi (0,21%)
Conform recensământului din 2001, majoritatea populației comunei Kapitanka era vorbitoare de ucraineană (96,11%), existând în minoritate și vorbitori de rusă (3,46%).